# Gouvernement Charkov
Het gouvernement Charkov (Russisch: Харьковское наместничество, Oekraïens: Харківська губернія) was een gouvernement (goebernija) van het keizerrijk Rusland. Het gouvernement ontstond in 1780 uit het gouvernement Sloboda-Oekraïne. Het gebied heette het onderkoninkrijk Charkov (Харьковским наместничеством) tijdens de periode 1780-1795. Daarna werd het gebied hernoemd naar gouvernement Charkov in 1835. Het gouvernement grensde aan de gouvernementen Koersk, Voronezj, Jekaterinoslav, Poltava, Wolynië en Tsjernigov en het Militair Oblast Don. De hoofdstad was Charkov.
Tijdens de Russische Burgeroorlog op 25 juni 1919 creëerden de Witten de oblast Charkov, bestuurd door het Zuid-Russische Leger. Op 12 december 1919 werd deze oblast afgeschaft en het gouvernement Charkov werd weer in ere hersteld.
De administratieve eenheid bleef in de vroege jaren van de Oekraïense Socialistische Sovjetrepubliek bestaan met een paar territoriale veranderingen.
Tijdens de hervormingen in de Sovjet-Unie in 1925 werd het gouvernement Charkov afgeschaft. De hoofdstad Charkov werd tot 1932 de hoofdstad van de Oekraïense SSR. In 1934 werd Charkov vervangen als hoofdstad van de Oekraïense SSR  door Kiev. Op 27 februari 1932 werd het gebied van het gouvernement Charkov onderdeel van de oblast Charkov